# 2201 Oljato
Oljato (asteroide 2201, com a designação provisória 1947 XC) é um asteroide cruzador de Marte. Possui uma excentricidade de .7124473609785096 e uma inclinação de 2.5234º.
Este asteroide foi descoberto no dia 12 de dezembro de 1947 por Henry L. Giclas em Lowell.